# Споживання собачини в Південній Кореї
Споживання собачого м'яса зараз суворо обмежене, але законне в Південній Кореї. Воно стало приводом триваючих і серйозних суперечок. В опитуванні південнокорейців у 2020 році 83,8% респондентів повідомили, що ніколи не вживали собачого м’яса і не планують це робити. У червні 2018 року муніципальний суд Південної Кореї постановив, що вбивство собак заради їхнього м’яса є незаконним, хоча цей закон не забороняє вживання собачини.
Хоча більшість вчених вважають, що немає жодних доказів того, що собаче м’ясо коли-небудь було ключовою частиною корейської дієти, рівень споживання, законодавство та культурні практики, пов’язані з його споживанням, змінювалися протягом кількох тисяч років. Наприклад, у періоди Сілла (57 р. до н. е. – 935 р. н. е.) і Корьо (918–1392 рр. н. е.) ця практика була незвичайною, оскільки буддизм пропагував вегетаріанство. У цей час існувала повна заборона на вживання яловичини, а вживання м’яса, крім морепродуктів, не рекомендувалося. Вживання собачого м’яса стало більш поширеним із напливом киданських біженців, які потрапили до Кореї після падіння династії Ляо. До періоду Чосон існують письмові свідчення того, що собаче м’ясо вважалося рідкісним делікатесом.
За останні три десятиліття споживання собачого м’яса в Південній Кореї стрімко скоротилося. Це пояснюється змінами в законодавстві, демографічним спадом меншини, яка споживає собаче м’ясо, і збільшення кількості собак, які є домашніми тваринами. Оцінки кількості споживаних тварин дуже різняться і є предметом значних дискусій. Іноземні ЗМІ часто наводять оцінки про 1–2 мільйони собак, що споживаються на рік (статистичні дані часто надає група захисту прав тварин KARA), але деякі сумніваються в точності статистики. У 2020 році Міністерство сільського господарства, продовольства та сільських справ повідомило про існування 200 зареєстрованих собачих ферм, хоча там підозрюють, що в країні все ще є незареєстровані ферми.
Найбільший ринок собачого м'яса Moran Market, офіційно закритий у 2018 році після років падіння продажів; однак у 2021 році було виявлено деякі незаконні продажі. У 2018 році південнокорейський уряд закрив комплекс Taepyeong-dong, який служив бійнею для собак. Цей крок був зроблений через п'ять років після голосування міською радою Соннама, міста, де була розташована бійня.

## Історія
Вчені погоджуються, що собаче м’ясо ніколи не було ключовою частиною корейської дієти. Рівень споживання та соціальні конотації змінювалися з часом.
Невідомо, коли саме корейці вперше почали споживати собаче м’ясо, хоча багато вчених відносять це до періоду неоліту (6000–2000 рр. до н. е.) разом з іншими ранніми цивілізаціями Східної Азії. Як корейські, так і західні вчені припускають, що існують археологічні докази собачих кісток того періоду, які демонструють ознаки споживання собачого м’яса. Деякі вчені також стверджують про використання собачої шкіри та хутра, а також докази використання собак як тварин-компаньйонів. На стіні в комплексі гробниць Когурьо в Південній провінції Хванхе, Північна Корея, об’єкті Всесвітньої спадщини ЮНЕСКО, який датується 4 століттям нашої ери, зображено вбиту собаку.
Під час династій Сілла (57 р. до н. е. – 935 р. н. е.) і Корьо (918–1392 рр. н. е.) ця практика була рідкісною, оскільки буддизм був державною релігією обох країн. Під час династії Корьо їсти м’ясо взагалі не заохочувалося, а яловичину було заборонено. Під час останньої частини правління династії Корьо практику вживання собачого м’яса запровадили кочові кидані, які як біженці від війни прибули до Корьо під час монгольського вторгнення. Монголи, які вторглися в Корею, зняли заборону на яловичину та примушували до споживання м'яса під час свого правління. Під час династії Чосон (1392-1910 рр. н. е.) меншість киданів зрештою асимілювалася в соціальній структурі як «Пекчжон», перший клас м'ясників, що займав найнижчий клас суспільства. Уряд Чосон поклав на печжонів завдання вирішити проблему здичавілих собак, і таким чином собаче м’ясо стало продуктом харчування для бідних. За часів династії Чосон деякі урядовці стверджували, що собаки були супутниками людини, і виступали за заборону споживання собачого м’яса.
Під час періоду Чосон (1392–1897) є свідчення того, що собаче м’ясо вважалося певною мірою делікатесом, хоча воно все ще не було широко розповсюдженим. Деякі люди приберігали його споживання для особливих днів, включаючи спекотні дні влітку, похорони та святкування хвангап (святкування шістдесятиріччя, яке історично вважалося важливим). Приблизно в 1816 році син видатного вченого Чон Як Йона написав вірш під назвою Nonggawŏllyŏngga (농가월령가), які описували сезонні звичаї сільського населення. Він описав жінку, яка подавала батькам свого чоловіка серед інших страв варене собаче м’ясо.  У книзі Dongguksesigi 1849 року міститься рецепт страви з собачого м'яса посинтхан.
Деякі люди історично асоціюють Самбок, три найспекотніші дні літа за місячним календарем, зі споживанням посинтхану, страви з собачого м’яса, хоча ця практика стає дедалі рідшою.

## Новітня історія
У 2019 році менше ніж 100 ресторанів подавали собаче м’ясо в Сеулі (з понад 520 000 ресторанів у Великому Сеулі), і їхня кількість продовжувала зменшуватися з кожним роком. Деякі ресторани повідомляють про зниження споживання на 20–30% на рік. У звіті Chosun Ilbo за 2022 рік було виявлено, що клієнтами ринку собачого м’яса були, як правило, іноземці або люди похилого віку (віком понад 70 років).
У 2019 році всі основні ринки собачого м’яса закрилися в Південній Кореї, в основному через падіння продажів. У 2021 році в Тегу закриється останній великий ринок собачого м’яса, що залишився.
21 листопада 2018 року Південна Корея закрила головну собачу бійню країни, відому як Taepyeong-dong. Бійня була розташована в Соннамі. Міська рада Соннама, яка в 2013 році проголосувала за закриття бійні, перетворить цю територію на громадський парк.
Більшість корейських буддистів вважають вживання будь-якого м'яса чи молочних продуктів моральним злочином. Корейці-католики, як правило, споживають собаче м’ясо частіше, ніж інші релігії в Кореї. Загалом поширення християнства сприяло збільшенню споживання м’яса всіх видів у Східній Азії.
Хоча споживання собачого м'яса значно скоротилося, надлишок собак на цуценячих заводах зооіндустрії та зростаюча кількість собак у притулках стали набагато більшими проблемами. За останнє десятиліття корейськими зоозахисниками та урядовими установами неодноразово проводилися кампанії з усиновлення покинутих собак і собак змішаних порід.
У 2022 році Міністерство продовольства, сільського господарства, лісового господарства та рибальства Південної Кореї опублікувало перший офіційний звіт під назвою «Дослідження розведення та поширення їстівних собак». Згідно зі звітом, станом на лютий 2022 року 521 121 собака вирощується на 1156 собачих м’ясних фермах і 388 000 собак споживаються в 1666 ресторанах на рік. Згідно з «Опитуванням громадської думки про їжу собак», 55,8% респондентів сказали, що суспільство має припинити їсти собак, тоді як 28,4% респондентів відповіли, що собачину слід зберегти такою, якою вона є. Щодо легалізації забою собак, то проти висловилися 52,7% респондентів, за – 39,2%. Близько 85,5% респондентів заявили, що зараз не їдять собачого м’яса, а 14,1% сказали, що їдять.

## Собаки, які йдуть на м'ясо
Основною породою собак, яку вирощують на м’ясо, є неспецифічна аборигенна поррода, яку зазвичай називають Нуреонгі (누렁이) або Хвангу (황구). Нуреонгі — не єдиний тип собак, яких зараз забивають на м'ясо в Південній Кореї. У 2015 році The Korea Observer повідомляли, що багато різних порід домашніх тварин розводяться для споживання, включаючи, наприклад, лабрадорів, ретриверів і кокер-спанієлів, і що серед собак, яких забивають на м'ясо, часто є колишні домашні улюбленці. Humane Society International/Korea співпрацює з собаківниками з 2015 року, щоб допомогти їм закрити свої ферми та повернути собак додому. Станом на серпень 2020 року HSI закрив 16 собачих ферм і врятував понад 2000 собак. Благодійна організація документує кожне закриття ферми, щоб показати умови, і зрозуміло, що на цих об’єктах зустрічаються всі породи собак, у тому числі золотисті ретривери, біглі, пуделі та хаскі, а також тоси та джіндо.
Раніше собак вбивали електричним струмом, хоча деяких підвішували або били по голові перед знекровленням. Така практика є незаконною відповідно до Закону про захист тварин 2007 року і стає дедалі рідшою.

## Правовий статус
Між 1975 і 1978 роками собаки мали повний легальний статус сільськогосподарських тварин в Південній Кореї, але законність торгівлі собачим м’ясом зараз викликає серйозні суперечки. Південна Корея прийняла перший закон про захист тварин у травні 1991 року.
Наразі стаття 7 Закону про захист тварин прямо не забороняє забій собак на їжу; однак вона «забороняє вбивати тварин жорстоким способом». Крім того, вона «забороняє вбивати собак на відкритих місцях, наприклад на вулиці або на очах у інших тварин того ж виду».
Собаче м’ясо підпадає під дію Закону про харчову санітарію/Закону про гігієну харчових продуктів 1962 року, який просто визначає їжу як «усі харчові продукти, окрім тих, що використовуються як ліки». Однак, на відміну від яловичини, свинини чи птиці, собаче м’ясо виключено зі списку худоби відповідно до Закону про переробку худоби 1962 року, який є «основним законом, що регулює гігієнічний забій худоби та обробку м’яса». Отже, вирощування м’яса собак недостатньо регулюється порівняно з вирощуванням інших тварин.
Як наслідок, немає правил, які б вимагали гуманного забою собак на м’ясо, хоча поводження з собаками підпадає під дію законів про жорстоке поводження з тваринами. Суперечка щодо споживання собачого м’яса часто зосереджується на використовуваних методах забою, які включають ураження електричним струмом, удушення через повішення та фізичне побиття собаки до смерті. Згідно з повідомленнями 1999 року, деякі собаки були ще живі, коли їх палили паяльною лампою або кидали в окріп, щоб видалити з них шерсть. В останні десятиліття така практика переслідується законом.
У 2008 році столичний уряд Сеула запропонував національному уряду додати собак до списку худоби, забій якої регулюється законом. Проте групи активістів критикували цю пропозицію як легалізуючу або легалізуючу торгівлю собачим м’ясом. Місто відмовилося від цієї пропозиції, але офіційний представник національного уряду сказав: «Це єдина ідея міста. З нами взагалі не консультувалися... Я не думаю, що ми навіть плануємо розглядати цей варіант».
У червні 2018 року муніципальний суд міста Пучхон постановив, що вбивство собак заради м’яса є незаконним. Знакове рішення було прийнято після значної критики з боку захисників тварин у країні. Судову справу порушила група захисту прав тварин «Спільне існування прав тварин на Землі» (Care) проти собачої ферми, яка, за їх словами, вбивала тварин без реальної причини.
27 вересня 2021 року президент Південної Кореї Мун Чже Ін підняв питання про можливість заборони споживання собачого м’яса в країні.
17 листопада 2023 року правляча партія «Сила народу» оголосила про плани заборонити споживання собачого м’яса в країні. Якщо запропонований законопроєкт буде прийнято до кінця року, собаче м’ясо буде заборонено в 2027 році. Законодавець Ю Ей-дон заявив, що вони «нададуть повну підтримку фермерам, м’ясникам та іншим підприємствам, яким загрожує закриття або перехід» від закону.

## Приклади страв

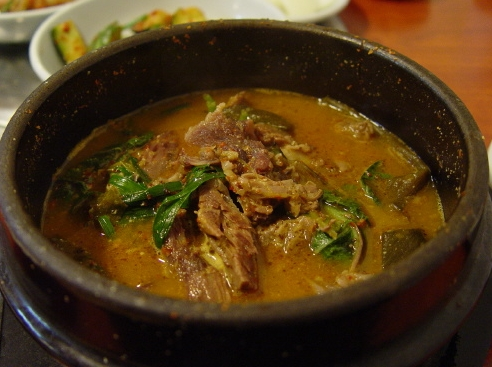
Посинтхан

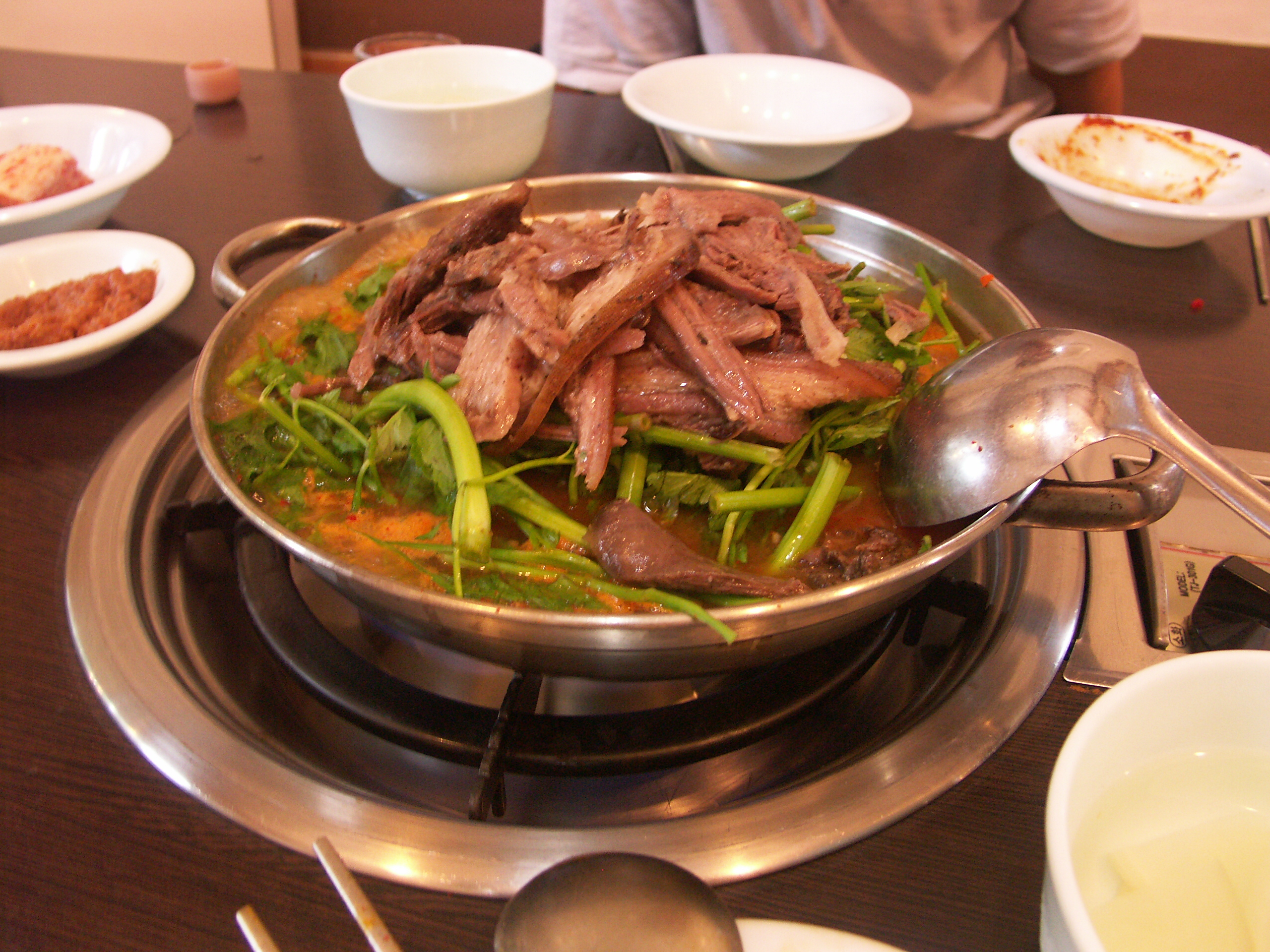
Гаегогі Чонгол

- Посинтхан (보신탕; 補身湯); Гаеджангук (개장국) — тушковане м’ясо собаки та овочі.[48]
- Гегогі Чонгол (개고기 전골) — вишукане тушковане собаче м'ясо, яке готують у великій сковороді чонгол.
- Ге Суюк (개 수육; 개水肉) — варене собаче м'ясо.[48]
- Кегогі мучим (개고기 무침) — м’ясо собаки, приготоване на пару, цибуля-порей (부추) та овочі, змішані зі спеціями.[48]
- Гесодзю (개소주; 개燒酒) — змішаний напій, що містить собаче м’ясо та інші інгредієнти китайської медицини, такі як імбир, каштан і зизифус, для зміцнення здоров’я.[49][50]

## Міжнародна увага
У 1984 році, напередодні літніх Олімпійських ігор 1988 року в Сеулі, уряд Південної Кореї заборонив продаж собачого м’яса в межах чотирьох воріт центру Сеула. У 2001 році, перед Чемпіонатом світу з футболу 2002 року, організатори ігор під тиском груп захисту прав тварин, таких як PETA, вимагали від уряду Кореї повторно розглянути це питання. Бріжіт Бардо, голова La Fondation Brigitte Bardot, під час Чемпіонату світу з футболу 2002 року розпочала кампанію за заборону собачого м’яса в Кореї та закликала до бойкоту ігор, якщо заборона не відбудеться. У свою чергу Бардо зазнала жорсткої критики та висміювань зза вкрай грубу та зверхню поведінку під час публічних виступів, зокрема називала корейців «дикими» людьми та кидала слухавку під час телевізійних інтерв'ю з репортерами.
У жовтні 2018 року провідний єгипетський депутат (Маргарет Азер) запропонувала Єгипту експортувати бродячих собак для споживання м’яса до таких країн, як Південна Корея, як вирішення проблеми перенаселення бродячих собак у країні. Заяви Азера викликали хвилю критики серед захисників прав тварин і рятувальників у Єгипті, хоча жодних подібних планів ніколи не було втілено. Ця заява була зроблена тоді, коли основні ринки собачого м'яса в Південній Кореї вже закрилися через відсутність попиту.
Корейські трудові мігранти, які живуть за кордоном, і азійські американські діти стикаються з дискримінацією, залякуванням і расизмом через стереотип про те, що корейці їдять собаче м’ясо. Подібні расистські дії продовжуються, хоча споживання собачого м’яса не є широко поширеною практикою в Кореї. У 2021 році Пак Чі Сон, улюблений фанатами колишній футболіст Манчестер Юнайтед, попросив уболівальників футбольного клубу припинити співати пісню на його честь, яка містить стереотип про те, що корейці їдять собаче м’ясо.
Американці азійського походження, включно з корейськими американцями, протягом багатьох десятиліть піддавалися расистським стереотипам про корейців та інших азійців як собакоїдів. Прикладом може бути телеведучий Джей Лено, який неодноразово використовував у своїх жартах стереотипи про корейців, які їдять собаче м’ясо. В одному випадку під час Зимових Олімпійських ігор 2002 року Джей Лено пожартував, що південнокорейський олімпійський ковзаняр Кім Дон Сон з’їв би свого собаку. Група MCIC подала колективний позов проти Лено від імені 50 000 американців корейського походження, вимагаючи вибачень і грошової компенсації. У 2021 році Джей Лено нарешті вибачився за десятиліття расистських жартів.
На тлі зниження споживання собачого м’яса в сучасній Кореї, група активістів в Кореї розкритикувала міжнародний протест щодо споживання собачого м’яса як лицемірний. Міжнародні активісти захисту прав тварин також відзначили лицемірство, враховуючи жахливі умови, в яких тварин вирощують на Заході. Деякі громадяни Кореї, а також члени міжнародної спільноти зазначили, що країни, з яких виникло найбільше обурення, мають найвище споживання м’яса на душу населення на планеті, у кілька разів більше, ніж у Південній Кореї.

## Протиріччя
У Південній Кореї меншість людей (~3,9% населення, згідно з опитуванням 2018 року) споживає собаче м’ясо, переважно у вигляді посинтхану (буквально «суп для захисту організму»), який, як вважають, має лікувальні властивості. Споживання собачого м’яса також є практикою меншості в Китаї.
У 2020 році Nielsen Online Research провела два опитування 1000 осіб з червня по вересень. Згідно з опитуванням, 83,8% жителів Південної Кореї заявили, що вони ніколи не їли собачого м’яса і не планують споживати його в майбутньому. 58,6% підтримали заборону на собаче м’ясо, а 57% сказали, що споживання собачого м’яса вплинуло на формування негативного сприйняття Південної Кореї. Human Society International заявила: «Більшість корейців не їдять собачого м’яса, і все більше населення визнає собак тваринами-компаньйонами, а не їстівними».
Група захисту прав тварин Animal Welfare Institute закликала надіслати листи протесту проти торгівлі собачим м'ясом президенту Південної Кореї та послу в Сполучених Штатах до проведення Південною Кореєю зимових Олімпійських ігор 2018 року. Благодійна організація World Dog Alliance у 2012 році створила успішну онлайн-петицію із закликом до уряду Великобританії втрутитися та протистояти жорстокому поводженню. У 2015 році це питання нарешті обговорили в Палаті громад. Другі дебати щодо торгівлі собачим м’ясом у Південній Кореї відбулися в парламенті Великої Британії 12 вересня 2016 року Комітетом петицій після онлайн-петиції, розпочатої на petition.parliament.uk. Change.org має понад 450 000 підписів під петицією про бойкот Зимової Олімпіади 2018 року. У 2018 році Humane Society International/Korea, Korea Animal Rights Advocates (KARA) і сайт петицій Care2 особисто передали петицію з 1 мільйоном підписів до резиденції президента, Блакитного дому в Сеулі, разом з листом, в якому закликали його ініціювати поступову ліквідацію ферм з виробництва м'яса для собак.
Дослідження 2019 року показало, що у собак, які вирощуються на фермах, рівень кортизолу у шерсті вдвічі вищий, ніж у домашніх собак, що свідчить про те, що собаки на м’ясних фермах відчувають хронічний фізіологічний стрес.

## Політична дискусія
З кінця 2010-х південнокорейські ліберали, зокрема Демократична партія та Партія справедливості, почали активно ставити під сумнів культуру споживання собачого м'яса. В результаті в Південній Кореї виник гострий конфлікт між поглядами ліберального та консервативного табору. Ліберали, які протистоять конфуціанському соціальному консерватизму в Південній Кореї, в основному критикують культуру собачого м'яса як аморальну. Президент Мун Чже Ін заявив про розгляд можливості законодавчої заборони собачого м’яса 28 вересня 2021 року. Погляд Муна отримав сильну підтримку з боку груп захисту тварин. Невдовзі після зауважень Муна щодо собачого м’яса речник Партії влади народу Ян Джун У різко розкритикував Муна, сказавши: «Держава не має права регулювати індивідуальні смаки чи харчові звички». Крім того, Юн Сок Йоль, колишній кандидат від PPP на президентських виборах у Південній Кореї 2022 року та нинішній президент Південної Кореї, 2 листопада 2021 року розкритикував ліберальний табір Південної Кореї, заявивши, що слід розрізняти поняття «домашня собака» та «їстівні собаки». Ан Чел Су пообіцяв поступово заборонити вживання собачого м’яса під час президентських виборів у Південній Кореї в 2017 році.